# Rezerwaty przyrody w Warszawie
Rezerwaty przyrody w Warszawie – rezerwaty przyrody znajdujące się częściowo lub w całości w granicach administracyjnych Warszawy.

## Opis
W Warszawie znajduje się 12 rezerwatów przyrody:
| Nazwa                                 | Rodzaj rezerwatu | Cel ochrony | Dzielnica        | Data utworzenia | Powierzchnia (ha) | Uwagi                                                 |
| ------------------------------------- | ---------------- | --- | ---------------- | --------------- | ----------------- | ----------------------------------------------------- |
| Bagno Jacka                           | florystyczny     | ochrona torfowisk i roślinności wodnej | Wesoła           | 1981            | 19,45             |                                                       |
| Jeziorko Czerniakowskie               | krajobrazowy     | ochrona fragmentu starorzecza Wisły | Mokotów          | 1987            | 47,60             |                                                       |
| Kawęczyn                              | florystyczny     | ochrona stanowisk ciepłolubnych roślin naczyniowych                                                                                            | Rembertów        | 1998            | 69,54             |                                                       |
| Las Bielański                         | krajobrazowy     | ochrona fragmentu skarpy warszawskiej | Bielany          | 1973            | 130,35            |                                                       |
| Rezerwat im. Króla Jana Sobieskiego   | leśny            | ochrona fragmentów starodrzewu dębowego, pozostałości Puszczy Mazowieckiej; najważniejsze miejsce gniazdowania ptaków śpiewających w Warszawie | Wawer            | 1952            | 113,56            |                                                       |
| Las Kabacki im. Stefana Starzyńskiego | krajobrazowy     | ochrona fragmentu skarpy warszawskiej oraz zespołu lasu grądowego                                                                              | Ursynów          | 1987            | 902,68            |                                                       |
| Las Natoliński                        | leśny            | ochrona fragmentu skarpy warszawskiej oraz zbiorowisk leśnych pod skarpą                                                                       | Ursynów, Wilanów | 1991            | 105,00            |                                                       |
| Ławice Kiełpińskie                    | faunistyczny     | ochrona ostoi lęgowych ptactwa wodno-błotnego                                                                                                  | Białołęka        | 1998            | 88,26             | częściowo poza granicami Warszawy (łącznie 803 ha)    |
| Morysin                               | krajobrazowy     | ochrona fragmentu łęgowo-olsowego parku leśnego                                                                                                | Wilanów          | 1996            | 53,46             |                                                       |
| Olszynka Grochowska                   | krajobrazowy     | ochrona miejsca wartościowego pod względem florystycznym i historycznym                                                                        | Praga Południe   | 1983            | 56,95             |                                                       |
| Skarpa Ursynowska                     | krajobrazowy     | ochrona fragmentu skarpy warszawskiej | Ursynów, Wilanów | 1996            | 22,65             |                                                       |
| Wyspy Zawadowskie                     | faunistyczny     | ochrona ostoi lęgowych ptactwa wodno-błotnego                                                                                                  | Wilanów          | 1998            | 184,72            | częściowo poza granicami Warszawy (łącznie 503,28 ha) |

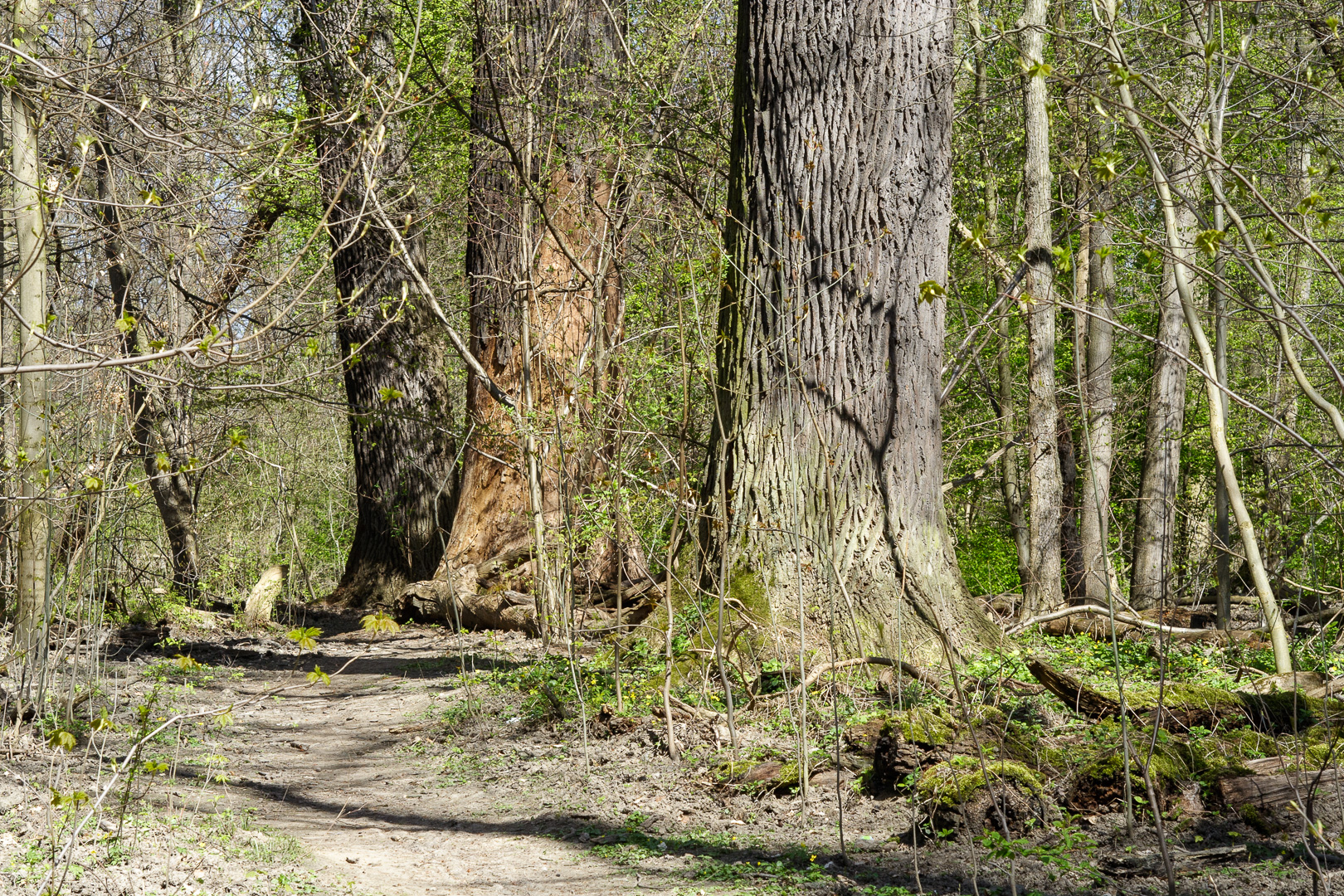
Rezerwat przyrody Las Bielański

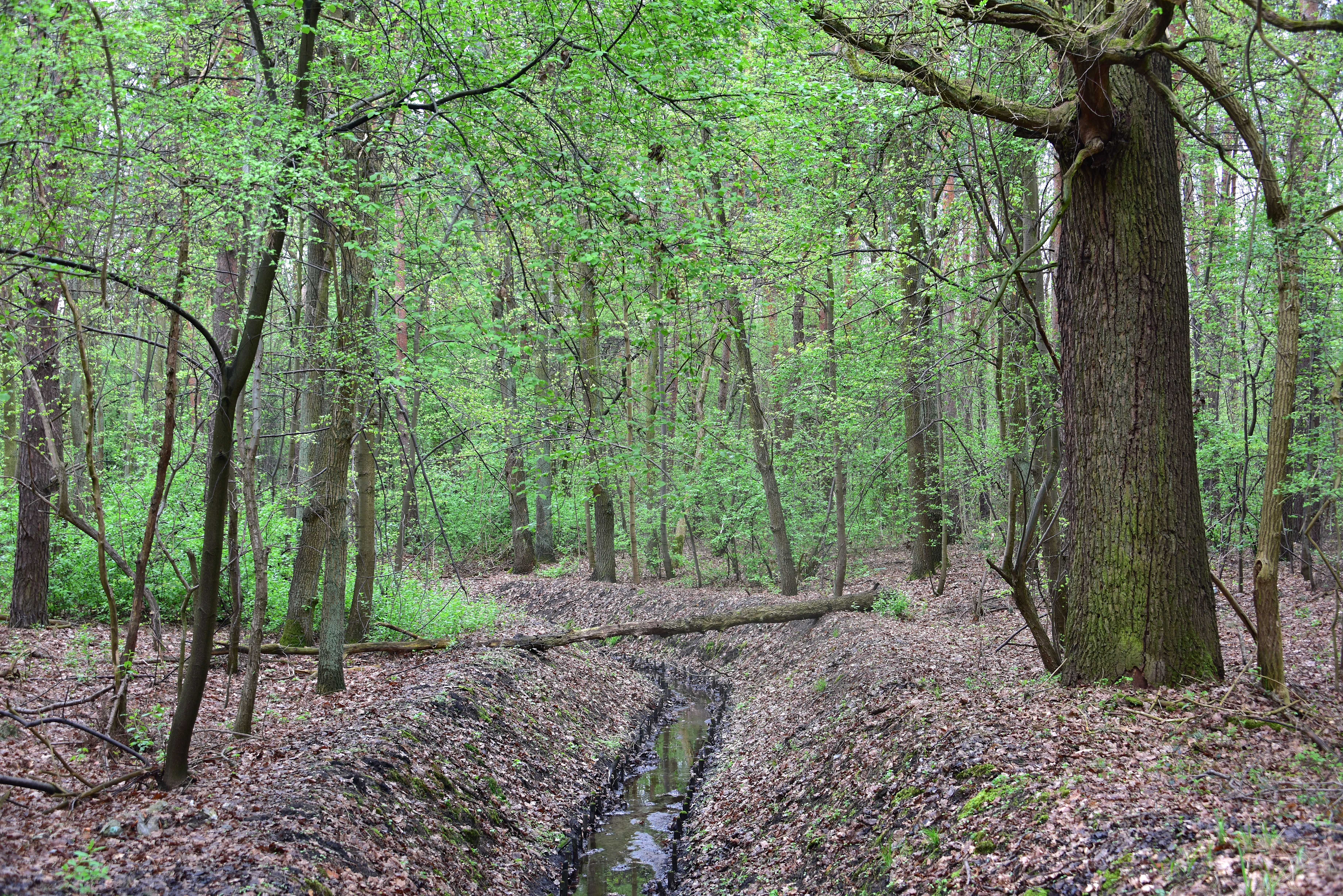
Rezerwat przyrody Kawęczyn

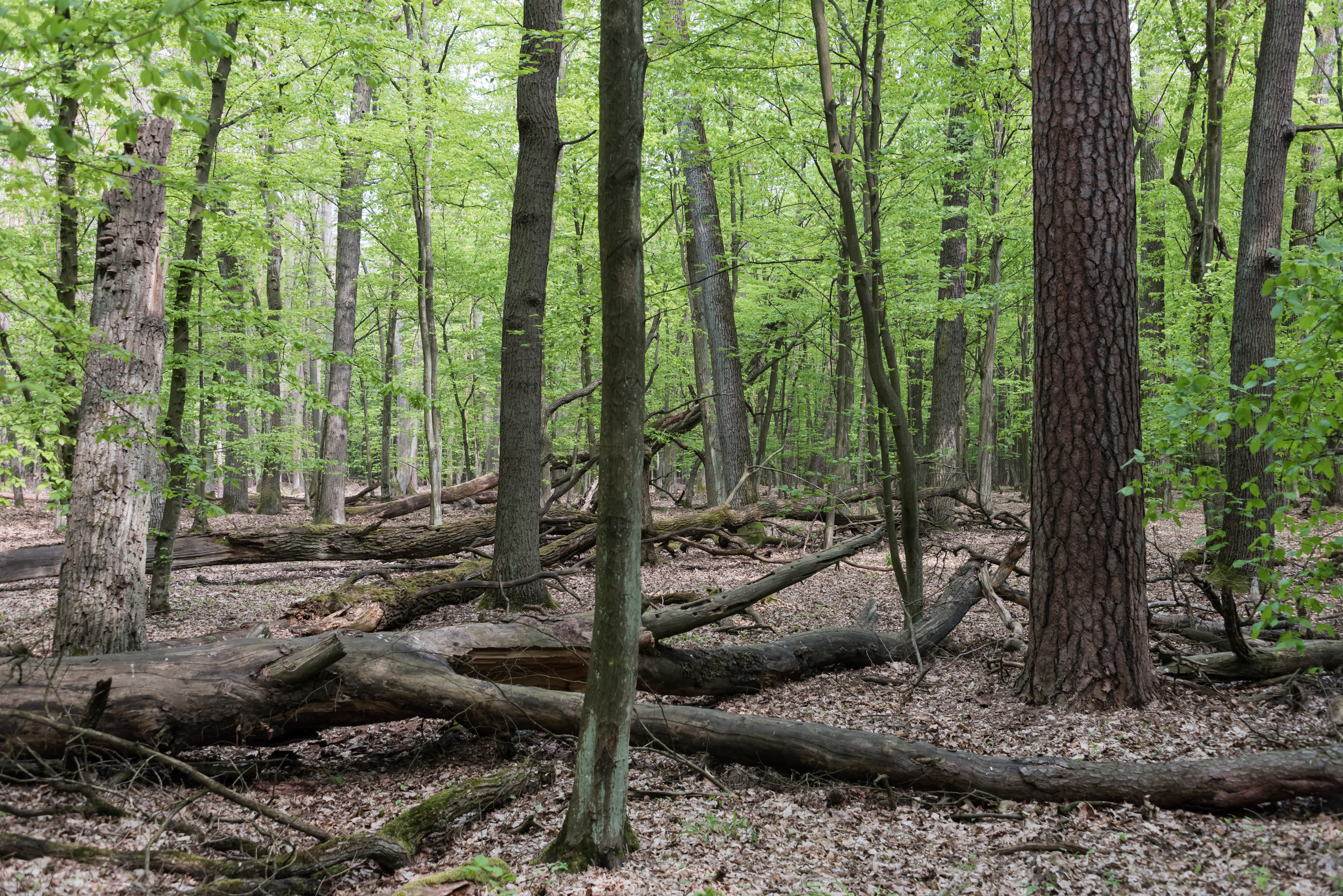
Rezerwat przyrody Las Kabacki im. Stefana Starzyńskiego

Niekiedy wśród warszawskich rezerwatów przyrody wymieniane są również położone w Lesie Bemowskim, ale poza granicami administracyjnymi Warszawy – w sąsiedniej gminie Stare Babice, rezerwaty: Kalinowa Łąka i Łosiowe Błota. Wynika to z faktu, że są one zarządzane przez miasto stołeczne Warszawę.

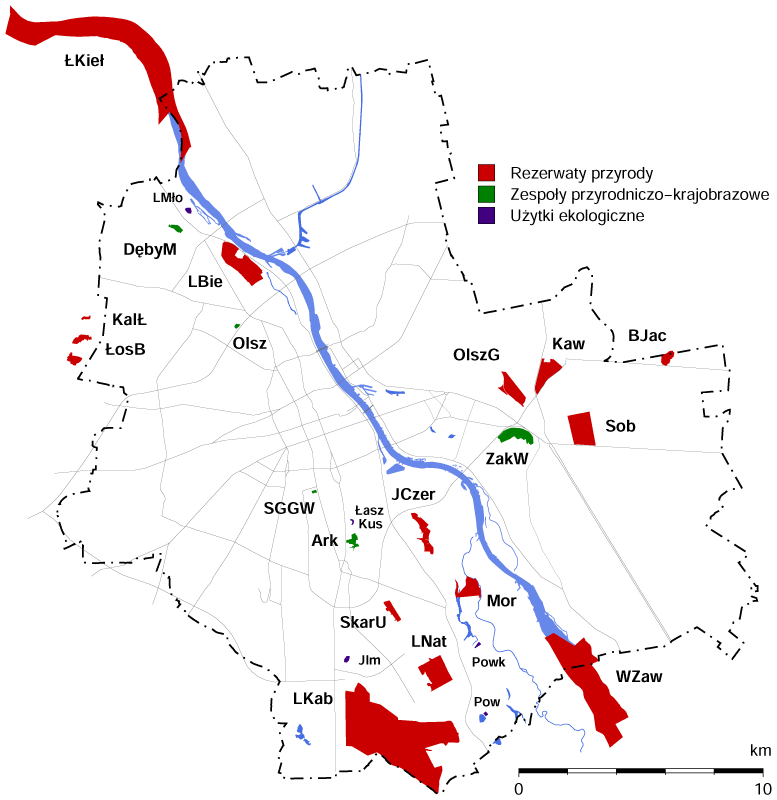
Rezerwaty, zespoły przyrodniczo-krajobrazowe i użytki ekologiczne w Warszawie oraz rezerwaty Łosiowe Błota i Kalinowa Łąka - mapa. Objaśnienia skrótów na stronie grafiki.